# Teen Buzz
Teen Buzz (orig. The Latest Buzz) ist eine kanadische Sitcom und wurde von Decode Entertainment produziert. Ab dem 10. März 2008 wurde die Serie auf dem Family Channel ausgestrahlt. Ab dem 1. September 2008 wurde sie im deutschen Cartoon Network und ab dem 8. September 2008 auf Super RTL ausgestrahlt.

## Handlung
Der Herausgeber des Magazins Teen Buzz ersetzt aufgrund fallender Verkaufszahlen die Redakteure durch die Jugendlichen Rebecca, Noah, Michael, Wilder und Amanda. Diese müssen nun mit dem Alltag zwischen Redaktion, Schule, Liebe und ähnlichen Jugend-Problemen zurechtkommen.

## Figuren
| Figur                | Darsteller        | Deutscher Sprecher |
| -------------------- | ----------------- | ------------------ |
| Rebecca Harper       | Zoë Belkin        | Lydia Morgenstern  |
| Noah Jackson         | Justin Kelly      | Patrick Baehr      |
| Michael Davies       | Demetrius Joyette | Johannes Walenta   |
| Wilder               | Munro Chambers    | Yoshij Grimm       |
| Amanda Pierce        | Vanessa Morgan    | Victoria Frenz     |
| Dianne „DJ“ Jeffries | Genelle Williams  | Sonja Spuhl        |
| Mr. Andrew Shepard   | Jeff Geddis       | Stefan Krause      |

Rebecca Harperschreibt über die Schulthemen. Sie ist sehr freundlich und fröhlich und träumt davon, eine gute Reporterin zu werden. Sie ist außerdem in Noah verliebt. Die beiden kommen zusammen, trennen sich aber wieder, nachdem Rebecca in den Ferien einen anderen Jungen küsst. Rebecca braucht lange, um die Trennung zu verkraften. Als sie schließlich erkennen, dass sie noch ineinander verliebt sind, kommen sie wieder zusammen, was sie dann auch bleiben.
Noah Jacksonist der Joker in der Redaktion und schreibt über Musik. Er spielt selbst Gitarre und schreibt seine eigenen Songtexte. Außerdem ist er in Rebecca verliebt. Dass sie einen anderen Jungen küsst, nimmt er ihr sehr übel und beendet daraufhin die Beziehung. Nach einiger Zeit, einer Aussprache und dem Erkennen, dass sie sich noch immer lieben, kommen sie wieder zusammen.
Michael Daviesschreibt über Stars und Sternchen und ist sehr auf sein Image bedacht. Seit dem Kindergarten ist er Rebeccas bester Freund. Er versteht sich auch sehr gut mit Amanda und geht ein paarmal mit ihr aus. Das ändert sich allerdings, als Wilder Michaels Exfreundin Yolanda wieder heranholt, die immer noch in ihn verliebt ist. Er wird am Ende Schauspieler.
Wilderist der Technik-Freak und der Sportler der Redaktion und schreibt in der Rubrik 'Game On' über Computerspiele und Sport. Er ist ein bisschen verfressen, ab und zu etwas kindisch und verliebt in Amanda. Er kommt mit ihr zusammen und möchte mit ihr zusammen in den Ferien nach Mexiko fahren. Als Amanda ablehnt, ist Wilder sehr gekränkt und trennt sich von ihr. Aber als Michael mit Amanda ausgeht, reagiert er sehr eifersüchtig, woran man merkt, dass er immer noch in sie verliebt ist. Um Michael ebenfalls eifersüchtig zu machen, was auch klappt, geht er mit dessen Ex Yolanda aus. Er beschließt, Amanda zu verzeihen, und die beiden kommen schließlich zusammen.
Amanda Pierceist die Tochter des Herausgebers und schreibt in der Rubrik 'Fashion Forward' über Mode und Beauty. Amanda bekommt alles, was sie will, ist dementsprechend ein bisschen eingebildet und lebt ein reiches Leben. Zwar streiten sich Rebecca und sie oft, sie respektieren sich aber und halten im Notfall zueinander. Amanda gesteht ihrem Vater, dass sie sich in Wilder verliebt hat. Nach Mexiko möchte sie aber nicht mit ihm fahren. Die Trennung bedrückt sie dennoch sehr. Nachdem er ihr verziehen hat kommen die beiden zusammen und Amanda bekommt von Wilder ihren ersten Kuss.
Dianne Jeffriesist die Chefredakteurin von Teen Buzz. Sie versucht zwar immer wieder, cool aufzutreten, kommt damit aber nicht gut an. Wenn die jugendlichen Redakteure Hilfe brauchen, ist DJ meist für sie da. Sie geht eine Weile mit Mr. Shepherd aus, die Beziehung hat Höhen und Tiefen, aber am Ende heiraten die beiden.
Mr. Andrew ShepherdEr ist Lehrer an Rebeccas, Wilders, Amandas, Noahs und Michaels Schule. Er und DJ werden ein Paar, finden die Beziehung aber langweilig und machen deshalb Schluss. Sie finden aber wieder zusammen und heiraten in der letzten Folge.

## Episoden
| Nr. | Originaltitel          | Deutscher Titel                  |
| --- | ---------------------- | -------------------------------- |
| 1.  | The First Issue        | Die erste Ausgabe                |
| 2.  | The Parrot Issue       | Interview mit einem Federvieh    |
| 3.  | The Competition Issue  | Schwierige Verhältnisse          |
| 4.  | The Cover Boy Issue    | Das Titelblatt                   |
| 5.  | The Obsession Issue    | Die Streitereinen-Ausgabe        |
| 6.  | The Extreme Issue      | Verrückte Vögel                  |
| 7.  | The Cheerleader Issue  | Verdreckte Recherchen            |
| 8.  | The School Dance Issue | Ein heißer Tanz                  |
| 9.  | The Infamous Issue     | Berühmt wider Willen             |
| 10. | The Live Issue         | Die Live-Ausgabe                 |
| 11. | The Deadline Issue     | Unter Druck                      |
| 12. | The Take Charge Issue  | Betreut, betrogen, ausgeplaudert |
| 13. | The Gala Issue         | Die Gala-Ausgabe                 |

| Nr. | Originaltitel                      | Deutscher Titel                               |
| --- | ---------------------------------- | --------------------------------------------- |
| 14. | The Dating Issue                   | Das Hausaufgaben-Date                         |
| 15. | The Parents Issue                  | Tag der offenen Tür                           |
| 16. | The Sneaky Issue                   | Geschickt eingefädelt                         |
| 17. | The Power Tripping Issue           | Machtspielchen                                |
| 18. | The Showdown Issue                 | Die Revanche                                  |
| 19. | The Peer Pressure Issue            | Die beste Freundin                            |
| 20. | The Fake Out Issue                 | Streng nach Handbuch                          |
| 21. | The It Girl Issue                  | Dichtung, Dates und Dramen                    |
| 22. | The Rock Out Issue                 | Rockstars und Luftgitarren                    |
| 23. | The Face the Music Issue           | Schluckauf, Schleim und ein Schock            |
| 24. | The Star Power Issue               | Ungesunder Wettbewerb                         |
| 25. | The Second Chances Issue           | Duell der Dickköpfe                           |
| 26. | The Wonderful Wizard of Buzz Issue | Verzaubert                                    |
| 27. | The First Impressions Issue        | Erste Eindrücke                               |
| 28. | The Makeover Issue                 | Am coolen Tisch                               |
| 29. | The Breakup Issue                  | Füller, Filmstars, Verfolgungen               |
| 30. | The Halloween Issue                | Die Halloween-Ausgabe                         |
| 31. | The Happy Holidays Issue           | Fröhliche Weihnachten!                        |
| 32. | The Pet Peeves Issue               | Streithähne und Schnorrer                     |
| 33. | The Secrets Issue                  | Geheimnisse und Geständnisse                  |
| 34. | The Shape Up Issue                 | Von Mode und Muskeln                          |
| 35. | The Crush Issue                    | Voll verknallt, voll verschätzt, voll daneben |
| 36. | The Boy Trouble Issue              | Immer Ärger mit den Jungs                     |
| 37. | The Kiss Off Issue                 | Küsse und andere Katastrophen                 |
| 38. | The Boys vs. Girls Issue           | Jungs gegen Mädchen                           |
| 39. | The Summer Issue                   | Sommerfreuden, Sommerleiden                   |

| Nr. | Originaltitel             | Deutscher Titel                |
| --- | ------------------------- | ------------------------------ |
| 40. | School's on               | Die Schulanfangs-Ausgabe       |
| 41. | The List                  | Die Liste                      |
| 42. | Zuzus' back               | Zuzus Rückkehr                 |
| 43. | Weekend                   | Wochenende                     |
| 44. | My Pilot                  | Konkurrenten, Köche, Kinostars |
| 45. | Lips and Tips             | Lippen-Bekenntnisse            |
| 46. | Four People and two dates | Doppeltes Date                 |
| 47. | Mobbing's going on        | Die Mobbing-Ausgabe            |
| 48. | The Double-Date           | Das Doppel-Doppel-Date         |
| 49. | Bollywood is great!       | Ein bisschen Bollywood         |